# Cincinnati Open 2024
Cincinnati Open 2024 — тенісний турнір, що проходив на кортах з твердим покриттям у місті Мейсон, США з 12 до 18 серпня. Належав до категорій ATP Masters 1000 та WTA 1000, був турніром серії Мастерс Цинциннаті 2024 року.

## Фінальна частина

### Чоловіки, одиночний розряд
Яннік Сіннер —  Френсіс Тіафо 7–6(7–4), 6–2

### Жінки, одиночний розряд
Аріна Соболенко —  Джессіка Пегула 6–3, 7–5

### Чоловіки, парний розряд
Марсело Аревало /  Мате Павич —  Маккензі Макдоналд /  Алекс Мікелсен 6–2, 6–4

### Жінки, парний розряд
Ейджа Мухаммад /  Ерін Рутліфф —  Лейла Фернандес /  Юлія Путінцева 3–6, 6–1, [10–4]